# Zorzines cyanofascia
Zorzines cyanofascia là một loài bướm đêm trong họ Noctuidae.